# Мухачі
Мухачі́ (рос. Мухачи) — присілок у складі Даровського району Кіровської області, Росія. Входить до складу Верховонданського сільського поселення.
Населення становить 13 осіб (2010, 28 у 2002).
Національний склад станом на 2002 рік — росіяни 100 %.